# Ичинская Сопка
И́чинская Со́пка, или Ичинский вулкан — стратовулкан в центральной части полуострова Камчатка. Вершина вулкана является самой высокой точкой и единственным активным вулканом Срединного хребта. Вулкан расположен на его западном склоне, в настоящее время проявляет слабую фумарольную активность. Поблизости от вулкана протекают реки Быстрая Хайрюзова, Ича, Быстрая Козыревская.
Абсолютная высота — 3607 м.
Вулканическая постройка имеет сложное строение. С северной, западной и восточной сторон расположено широкое полукольцо вулканической соммы, которую слагают андезиты и дациты. Сомма имеет ширину от пяти до семи километров, и протяжённость 25 километров. Внутри кольца соммы находятся два слившихся конуса, имеющих разный возраст и перекрывающих собой южную часть соммы. Вокруг конусов располагается полукольцо экструзивных куполов, сложенных дацитовыми породами. Среди них выделяются девять больших и несколько десятков малых экструзий. Особенно выделяется экструзивный купол Гигилен, расположенный у северо-восточного подножия вулкана. 3 вершинных купола вулкана покрыты фирновой шапкой, от которой спускаются ледники. На высоте около 3000 метров расположены активные выходы горячих газов (фумаролы и сольфатары). Последнее извержение вулкана произошло в 1740 году.